# 에스콘 필드 HOKKAIDO
에스콘 필드 홋카이도(일본어: エスコンフィールドHOKKAIDO, 영어: ES CON FIELD HOKKAIDO)는 일본 홋카이도 기타히로시마시 F빌리지에 있는 개폐식 돔 구장이다. 일본 프로 야구 홋카이도 닛폰햄 파이터스의 홈 구장으로 2023년 3월 14일에 개장했다. 개폐식 지붕을 가지고 있으며 수용인원은 35,000명이다.

## 건설 과정
본래 홋카이도 닛폰햄 파이터스(이하 파이터스)는 2004년부터 삿포로시에 있는 삿포로 돔(삿포로시 소유, 축구장 겸용)을 홈 구장으로 사용하고 있었으나, 삿포로 돔의 사용료는 비쌌고 삿포로 돔 내에서 광고 영업을 할 수 없던데다, 경기장을 공유하는 축구단인 홋카이도 콘사돌레 삿포로와의 일정 조율이 불가피했다. 이 때문에 파이터스는 기타히로시마시를 통해 독자적인 야구장의 건설을 결정하게 되었다.